# Arnolt Schlick
Arnolt Schlick (ur. około 1460 przypuszczalnie w Heidelbergu, zm. po 1520 przypuszczalnie tamże) – niemiecki niewidomy kompozytor i organista.

## Życiorys
Pochodził przypuszczalnie z Heidelbergu lub okolicy. Spędził tam prawdopodobnie większość życia, posiadał w mieście trzy domy i w 1482 roku zawarł związek małżeński. Dużo podróżował, koncertując i udzielając wskazówek w zakresie konstrukcji organów. Wystąpił m.in. na uroczystości elekcji cesarskiej Maksymiliana I w 1486 roku i na Sejmie Rzeszy w Wormacji w 1495 roku. Od 1509 roku otrzymał dożywotnią posadę organisty na dworze elektora w Heidelbergu.
Był autorem traktatu Spiegel der Orgelmacher und Organisten (wyd. Spira 1511), w którym omawia zagadnienia praktyki wykonawczej i budowy organów. Ponadto wydał zbiór Tabulaturen etlicher lobgesang und lidlein uff die orgeln en lauten (wyd. Moguncja 1512). Pierwsza jego część zawiera utwory organowe, druga natomiast intabulacje na lutnię niemieckich pieśni.